# Josh Trank
Joshua Benjamin "Josh" Trank é um diretor e roteirista de cinema norte-americano, mais conhecido por dirigir os filmes de ficção científica Chronicle (2012) e Quarteto Fantástico (2015).

## Carreira
Em 2011, Trank dirigiu seu primeiro longa-metragem, Chronicle (Poder Sem Limites, no Brasil). Foi lançado em 3 de fevereiro de 2012 pela 20th Century Fox e alcançou mais de cento e vinte e seis milhões de dólares em todo o mundo. Chronicle, que teve um orçamento de doze milhões de dólares, foi recebido positivamente pela crítica.
Após o lançamento de Chronicle, Trank foi convidado para dirigir um filme do personagem Venom para a Sony Pictures, uma adaptação da série de quadrinhos The Red Star para a Warner Bros., e uma adaptação do jogo de vídeo game Shadow of the Colossus para a Sony; no entanto, Trank recusou dirigir esses projetos de cinema.
Em junho de 2014, foi contratado para dirigir um filme derivado da franquia Star Wars, porém saiu do projeto em 2015, sob rumores de diversos  problemas durante a produção de Quarteto Fantástico. Trank alegou que a decisão de deixar o filme foi por ter vivido quatro anos sob julgamento público, e querer fazer algo fora dos holofotes.
Trank dirigiu o reboot de Quarteto Fantástico, que foi lançado em agosto de 2015. O filme foi extremamente criticado pelo público e pelos criticos. Trank tornou-se tema de controvérsia, quando ele postou uma mensagem no Twitter aparentemente culpando as críticas negativas por mudanças impostas pela Fox. "Um ano atrás, eu tinha uma versão fantástica desse filme. E isso teria recebido ótimas críticas. Vocês provavelmente nunca o verão. Essa é a realidade".
Josh Trank vai dirigir e escrever um filme sobre Al Capone, intitulado Fonzo, ainda sem data de lançamento.

## Filmografia
| Ano  | Filme               | Diretor | Roteirista |
| ---- | ------------------- | ------- | ---------- |
| 2012 | Chronicle           | Sim     | Sim        |
| 2015 | Quarteto Fantástico | Sim     | Sim        |
| 2020 | Capone              | Sim     | Sim        |